# Зарубежная фантастика
«Зарубежная фантастика» — советская/российская книжная серия, в которой издавались произведения фантастической литературы зарубежных писателей. Серия выпускалась с 1965 по 1999 год издательством «Мир».
В общей сложности в рамках серии было выпущено 135 книг. Книги издавались в мягких и твёрдых цветных обложках, с иллюстрациями, сопроводительными статьями и примечаниями. Номеров книги серии не имели.
С 1974 года книги имели логотип.

## Список книг серии
(По годам издания)
1965
- Экспедиция на Землю (сборник)
- Туннель под миром (сборник)
- Ф. Кашшаи — Телечеловек
- Р. Брэдбери — Марсианские хроники (авторский сборник)
- Ф. Поол, С. М. Корнблат — Операция «Венера» (Торговцы космосом)
- Ч. Оливер — Ветер времён
- К. Занднер — Сигнал из космоса
- С. Лем — Охота на Сэтавра (авторский сборник)
- Й. Несвадба — Мозг Эйнштейна (авторский сборник)

1966
- Белая пушинка (сборник)
- К. Фиалковский — Пятое измерение (авторский сборник)
- Ф. Хойл, Д. Эллиот — Андромеда
- Р. Шекли — Паломничество на Землю (авторский сборник)
- Р. Уормсер — Пан Сатирус
- А. Азимов — Путь марсиан (авторский сборник)
- Г. Гаузер — Мозг-гигант
- К. Чапек — Средство Макропулоса, Война с саламандрами (авторский сборник)

1967
- К. Борунь — Грань бессмертия (авторский сборник)
- Как я был великаном (сборник)
- М. Кэйдин — В плену орбиты
- Времена Хокусая (сборник)
- С. Лем — Непобедимый. Кибериада (авторский сборник)
- Р. Бредбери — Вино из одуванчиков (авторский сборник)
- Луна двадцати рук (сборник)
- К. Саймак — Прелесть (авторский сборник)
- Пришельцы ниоткуда (сборник)

1968
- Человек, который ищет (сборник)
- Гости страны фантазии (сборник)
- Г. Каттнер — Робот-зазнайка (авторский сборник)
- К. Саймак — Всё живое...
- Случай Ковальского (сборник)
- Пиршество демонов (сборник)
- 31 июня (сборник)

1969
- Звёзды зовут (сборник)
- Ф. Каринти — Фантазии Фридьеша Каринти (авторский сборник)
- Музы в век звездолётов (сборник)
- Э. Нортон — Саргассы в космосе
- Карточный домик (сборник)
- Е. Жулавский — На серебряной планете: Рукопись с Луны
- М. Фрейн — Оловянные солдатики
- Продаётся Япония (сборник)

1970
- Вавилонская башня (сборник)
- Г. Гаррисон — Тренировочный полёт (авторский сборник)
- Бандагал (сборник)
- А. Кларк — Космическая одиссея 2001 года
- С. Комацу — Похитители завтрашнего дня (авторский сборник)
- Огненный цикл (сборник)
- Пески веков (сборник)

1971
- Я. Вайсс — Дом в тысячу этажей (авторский сборник)
- Стальной прыжок (сборник)
- Шутник (сборник)
- Фантастические изобретения (сборник)
- С. Лем — Навигатор Пиркс. Голос неба (авторский сборник)
- М. Крайтон — Штамм «Андромеда»
- Через солнечную корону (сборник)

1972
- Х. Клемент — Экспедиция «Тяготение» (авторский сборник)
- К. Саймак — Заповедник гоблинов (авторский сборник)
- Дж. Финней — Меж двух времён
- Космический госпиталь (сборник)
- Дальний полёт (сборник)
- Двое на озере Кумран (сборник)

1973
- С. Лем — Солярис. Эдем (авторский сборник)
- Нежданно-негаданно (сборник)
- Э. Ф. Рассел — Ниточка к сердцу (авторский сборник)

1974
- Ф. Браун, У. Тенн — Звёздная карусель (сборник)
- Практичное изобретение (сборник)
- Симпозиум мыслелётчиков (сборник)

1975
- К. Педлер, Дж. Дэвис — Мутант-59
- Человек-компьютер (сборник)

1976
- А. Азимов — Сами боги
- А. Кларк — Свидание с Рамой

1977
- Братья по разуму (сборник)
- С. Комацу — Гибель Дракона

1978
- Пять зелёных лун (сборник)
- Миры Клиффорда Саймака (авторский сборник)

1979
- А. Азимов — Три закона робототехники (авторский сборник)
- К. Прист — Машина пространства

1980
- У. Ле Гуин — Планета изгнания (авторский сборник)
- Последний долгожитель (сборник)

1981
- А. Кларк — Фонтаны рая
- Б. Бова — Властелины погоды (авторский сборник)
- Дорога воспоминаний (сборник)

1982
- Трудная задача (сборник)
- Цвет надежды – зелёный
- К. Саймак — Кольцо вокруг Солнца (авторский сборник)

1983
- Р. Бредбери — Холодный ветер, тёплый ветер (авторский сборник)
- Солнце на продажу (сборник)

1984
- Дж. Браннер — Квадраты шахматного города
- Х. Оливер — Энерган-22
- Миры Роберта Шекли (авторский сборник)

1985
- Патруль времени (сборник)
- К. Прист — Опрокинутый мир
- Ж. Клейн — Звёздный гамбит
- Лалангамена (сборник)

1986
- День на Каллисто (сборник)
- Недетские игры (сборник)
- Г. Франке — Игрек-минус (авторский сборник)

1987
- В тени сфинкса (сборник)

1988
- Лалангамена (сборник, 2-е издание)
- Мир – Земле (сборник)
- Ночь, которая умирает (сборник)
- Операция «Вечность» (сборник)

1989
- Б. Шоу — Венок из звёзд (авторский сборник)

1990
- Обратная связь (сборник)
- Р. Сильверберг — На дальних мирах (авторский сборник)

1991
- А. Кларк — Одиссея длиною в жизнь (авторский сборник)
- Ф. Хойл, Д. Эллиот — Андромеда (2-е издание)
- Пиршество демонов (сборник, 2-е издание)
- Х. Клемент — Экспедиция «Тяготение» (авторский сборник, 2-е издание)
- Космический госпиталь (сборник)
- М. Крайтон — Штамм «Андромеда». Человек-компьютер
- Фантастические изобретения (сборник, 2-е, дополненное издание)

1992
- Ж. Клейн — Звёздный гамбит (2-е издание)

1993
- Мак Рейнолдс — Фиеста отважных (авторский сборник)
- А. Азимов — Немезида
- Р. Желязны, Р. Шекли — Принеси мне голову прекрасного Принца
- А. Азимов — Песчинка в небе

1994
- А. Д. Фостер — Чужой
- А. Д. Фостер — Чужие
- А. Д. Фостер — Чужой – 3
- К. Саган — Контакт
- М. Крайтон — Конго
- А. Кларк, Д. Ли — Рама II

1995
- А. Кларк — Молот господень
- Г. Д. Килворт — Ангел
- А. Кларк, Д. Ли — Сад Рамы

1996
- А. Кларк, Д. Ли — Рама явленный
- П. Керни — Путь к Вавилону

1997
- Д. Уитборн — Рим, папы и призраки
- П. Керни — Иное царство

1998
- Ч. де Линт — Страна сновидений, Р. Сильверберг — Письма из Атлантиды

1999
- Т. Старджон — Умри, маэстро! (авторский сборник)
- Д. Джонс — Голубое поместье
- Звезда по имени Галь. Земляничное окошко (сборник)
- Звезда по имени Галь. Заповедная зона (сборник)